# Mylochromis anaphyrmus
Mylochromis anaphyrmus är en fiskart som först beskrevs av Burgess och Axelrod, 1973.  Mylochromis anaphyrmus ingår i släktet Mylochromis och familjen Cichlidae. IUCN kategoriserar arten globalt som livskraftig. Inga underarter finns listade i Catalogue of Life.